# Dichroma equestralis
Dichroma equestralis är en fjärilsart som beskrevs av John Obadiah Westwood 1841. Dichroma equestralis ingår i släktet Dichroma och familjen mätare. Inga underarter finns listade i Catalogue of Life.